# Dungass
Dungass – miasto w Nigrze, w regionie Zinder, w departamencie Magaria.